# UBD
UBD (англ. Ubiquitin D) – білок, який кодується однойменним геном, розташованим у людей на короткому плечі 6-ї хромосоми. Довжина поліпептидного ланцюга білка становить 165 амінокислот, а молекулярна маса — 18 473.
| 10         |  | 20         |  | 30         |  | 40         |  | 50         |
| ---------- |  | ---------- |  | ---------- |  | ---------- |  | ---------- |
| MAPNASCLCV |  | HVRSEEWDLM |  | TFDANPYDSV |  | KKIKEHVRSK |  | TKVPVQDQVL |
| LLGSKILKPR |  | RSLSSYGIDK |  | EKTIHLTLKV |  | VKPSDEELPL |  | FLVESGDEAK |
| RHLLQVRRSS |  | SVAQVKAMIE |  | TKTGIIPETQ |  | IVTCNGKRLE |  | DGKMMADYGI |
| RKGNLLFLAC |  | YCIGG      |  |            |  |            |  |            |

A: Аланін

C: Цистеїн

D: Аспарагінова кислота

E: Глутамінова кислота

F: Фенілаланін

G: Гліцин

H: Гістидин

I: Ізолейцин

K: Лізин

L: Лейцин

M: Метіонін

N: Аспарагін

P: Пролін

Q: Глутамін

R: Аргінін

S: Серин

T: Треонін

V: Валін

W: Триптофан

Задіяний у таких біологічних процесах, як убіквітинування білків, ацетилювання. 
Локалізований у цитоплазмі, ядрі.